# Tammany Hall
Tammany Hall var en amerikansk politisk partiorganisation (en såkaldt politisk maskine) inden for det Demokratiske parti i New York City, der havde stor indflydelse på byens politik i perioden fra 1790'erne helt op til 1960'erne. Organisationen havde magten til reelt at stå for nomineringer i partiet, blandt andet til valg af borgmester samt udpegelse af øvrige politiske embeder.

## Historie
Organisationen blev grundlagt som Tammany Society 12. maj 1789. Navnet Tammany er dannet af navnet på indianerhøvdingen Tamamend, hvilket skyldtes, at grundlæggerne af organisationen var fascinerede af de indfødtes kultur. Tammany Society havde fra begyndelsen en social funktion, men aktiviteterne kom efterhånden også til at omfatte politik, oprindeligt dog organisatorisk adskilt fra Society'et. 
Den første politiske sejr for Tammany var ved præsidentvalget i 1800, hvor Aaron Burr, der var leder af den politiske gren, med organisationens hjælp sikrede sig opstilling til vicepræsident. Det var også, efter mange historikere opfattelse, Tammany, der sikrede Thomas Jefferson sejren i staten New York og derved præsidentposten.
I 1830 tog organisationen et nyt hovedkvarter i brug, og dette blev kaldt Tammany Hall. Snart efter blev dette navn synonymt med organisationen, om end der formelt stadig var et Tammany Society og en Tammany partiorganisation. 
I årene herefter fik Tammany Hall øget politisk indflydelse via socialt arbejde blandt byens fattige arbejdere og ikke mindst blandt immigranterne, hvis antal steg kraftigt i disse år. Især irske immigranter flygtede fra 1845 og årene herefter fra hungersnøden i hjemlandet til det nye kontinent, hvor mange forblev i New York, som var deres første møde med Amerika. Disse immigranter hjalp Tammany Hall-organisationen og høstede efterfølgende frugterne, når valgene skulle afgøres. Hjælpen til de ludfattige immigranter var nødvendig på grund af manglende offentlige foranstaltninger, og hjælpen bestod dels af basale nødvendigheder som mad, brænde, pengelån og arbejdsanvisning, dels af støtte i immigranternes møde med myndighederne, der ikke altid var lige hjælpsomme, og dels som socialt mødeforum for mennesker, der ofte ikke kendte et øje i det nye land.
Efterhånden voksede Tammany Hall sig så stor, at den reelt sad på magten i byen, og i 1854 blev der for første gang valgt en borgmester med baggrund i organisationen. Det gav anledning til en række politiske udnævnelser, der gjorde det muligt for organisationens ledere at tjene gode penge herved. Ikke mindst blev dette system til ren korruption under den skotskfødte fabrikant William Tweed, kaldet "Boss" Tweed, der blev leder af Tammany Hall i 1860. Han blev nogle år senere valgt til staten New Yorks senat, men i 1873 blev han idømt 12 års fængsel for bedrageri, korruption og bestikkelse. 
Det tog dog ikke lang tid for organisationen at komme sig over dette slag, og Tammany Hall vedblev at være en markant politisk faktor i New York helt frem til 1930'erne, hvor den blev ramt af et dobbeltslag: Borgmester Jimmy Walker, som var støttet af Tammany, måtte trække sig fra embedet på grund af manglende personlig moral (støtte til smugkroer og for stor appetit på kvinder), og den reformvenlige Franklin D. Roosevelt blev mod organisationens ønske valgt til demokratisk præsidentkandidat. Fra 1940'erne kom der efterhånden flere offentlige sociale hjælpeprogrammer, og dermed mistede Tammany Hall efterhånden sin basis. Organisationen havde dog igen i midten af 1950'erne styrke til at sikre Tammany-kandidater valg til borgmesterposten og guvernørposten for staten, men i midten af 1960'erne ophørte organisationen endegyldigt med at eksistere.